# Puerto Ricaans curlingteam (gemengd)
Het Puerto Ricaans curlingteam vertegenwoordigt Puerto Rico in internationale curlingwedstrijden.

## Geschiedenis
De Puerto Ricaanse Curlingfederatie trad in 2023 toe tot World Curling. Een jaar later maakte Puerto Rico zijn debuut op het internationale curlingtoneel tijdens het WK gemengddubbel in het Schotse Aberdeen.
Op dat wereldkampioenschap voor gemengde landenteams in 2024 won Puerto Rico geen enkele wedstrijd en eindigde in de achterhoede.

## Puerto Rico op het wereldkampioenschap
| Jaar | Plaats        | Skip            | WG            | W             | V             | PV            | PT            |
| ---- | ------------- | --------------- | ------------- | ------------- | ------------- | ------------- | ------------- |
| 2015 | Geen deelname | Geen deelname   | Geen deelname | Geen deelname | Geen deelname | Geen deelname | Geen deelname |
| 2016 | Geen deelname | Geen deelname   | Geen deelname | Geen deelname | Geen deelname | Geen deelname | Geen deelname |
| 2017 | Geen deelname | Geen deelname   | Geen deelname | Geen deelname | Geen deelname | Geen deelname | Geen deelname |
| 2018 | Geen deelname | Geen deelname   | Geen deelname | Geen deelname | Geen deelname | Geen deelname | Geen deelname |
| 2019 | Geen deelname | Geen deelname   | Geen deelname | Geen deelname | Geen deelname | Geen deelname | Geen deelname |
| 2022 | Geen deelname | Geen deelname   | Geen deelname | Geen deelname | Geen deelname | Geen deelname | Geen deelname |
| 2023 | Geen deelname | Geen deelname   | Geen deelname | Geen deelname | Geen deelname | Geen deelname | Geen deelname |
| 2024 | 37            | Jonathan Vargas | 7             | 0             | 7             | 11            | 103           |

Andorra · Australië · België · Brazilië · Canada · China · Chinees Taipei · Denemarken · Duitsland · Engeland · Estland · Filipijnen · Finland · Frankrijk · Hongarije · Hongkong · Ierland · India · Israël · Italië · Japan · Kazachstan · Kenia · Kosovo · Kroatië · Letland · Litouwen · Luxemburg · Mexico · Nederland · Nieuw-Zeeland · Nigeria · Noorwegen · Oekraïne · Oostenrijk · Polen · Portugal · Puerto Rico · Roemenië · Rusland · Schotland · Servië · Slovenië · Slowakije · Spanje · Tsjechië · Turkije · Verenigde Staten · Wales · Wit-Rusland · Zuid-Korea · Zweden · Zwitserland